# Olympische Sommerspiele 1904/Leichtathletik – Dreisprung (Männer)
Der Dreisprung der Männer bei den Olympischen Spielen 1904 in St. Louis wurde am 1. September 1904 im Francis Field ausgetragen.
In einem rein US-amerikanischem Teilnehmerfeld siegte Meyer Prinstein. Die Silbermedaille ging an Fred Englehardt, Robert Stangland errang Bronze.

## Rekorde
Die damals bestehenden Weltrekorde waren noch inoffiziell.
| Weltrekord         | 15,26 m | Matthew Roseingreve | Irland | Gort (Irland), 15. August 1895       |
| Olympischer Rekord | 14,47 m | Meyer Prinstein     | USA    | Finale OS Paris (FRA), 16. Juli 1900 |

Immer noch gibt es unterschiedliche Versionen zum Weltrekordinhaber. Auch der US-Amerikaner Edward Bloss wird mit seinen 14,78 m aus dem Jahr 1893 angegeben. Grund für diese Uneinheitlichkeit ist vermutlich die in den Anfangsjahren der Leichtathletik noch fehlende verbindliche Regel für die Reihenfolge des Absprungbeins bei den drei Bodenberührungen während des Sprungs. Der heutige Standard, bei welchem die ersten beiden Teilsprünge mit demselben Bein, der dritte Teilsprung mit dem anderen auszuführen ist, wurde damals noch nicht immer angewendet.
Der vor vier Jahren aufgestellte olympische Rekord wurde hier in St. Louis nicht erreicht.

## Ergebnis
| Platz | Athlet            | Land | Weite (m) |
| ----- | ----------------- | ---- | --------- |
| 1     | Meyer Prinstein   | USA  | 14,35     |
| 2     | Fred Englehardt   | USA  | 13,90     |
| 3     | Robert Stangland  | USA  | 13,36     |
| 4     | John Fuhrer       | USA  | 12,91     |
| 5     | Gilbert Van Cleve | USA  | k. A.     |
| 6     | John Hagerman     | USA  | k. A.     |
| 7     | Samuel Jones      | USA  | k. A.     |

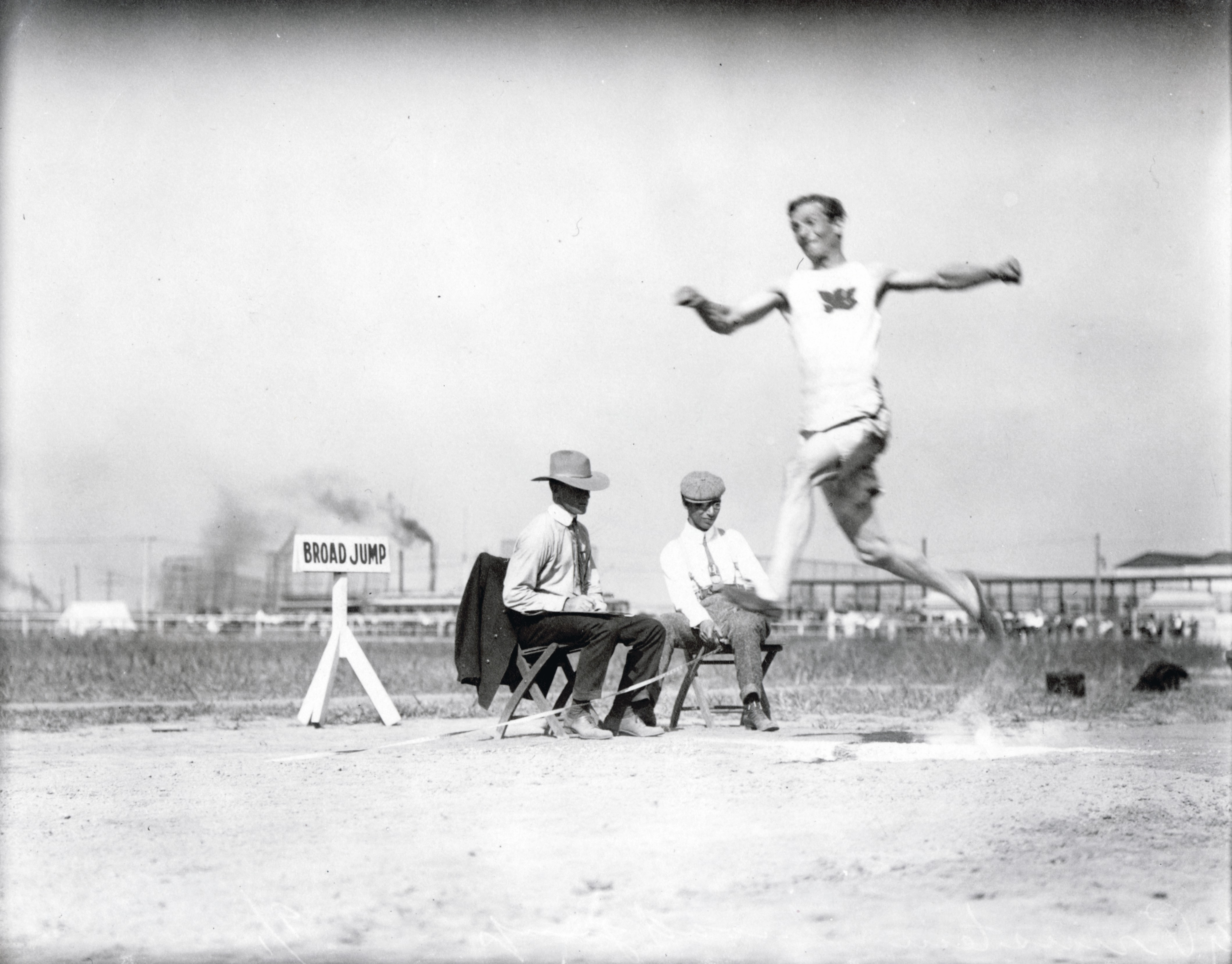
Doppelolympiasieger Meyer Prinstein bei einem seiner Versuche im Dreisprung

Meyer Prinstein wiederholte seinen Olympiasieg von 1900 in Paris, was außer ihm nur noch John Flanagan im Hammerwurf und Ray Ewry in den drei Standsprungdisziplinen gelang. Prinstein erreichte aber nicht ganz die vor vier Jahren gesprungene Weite. Die Führung übernahm er erst im letzten Durchgang. Damit wurde Prinstein Doppelolympiasieger von St. Louis, denn auch im Weitsprung, der am selben Tag stattfand, errang er die Goldmedaille.
Die Angaben in den hier verwendeten Quellen stimmen bezüglich der ersten Sechs völlig überein. Den siebtplatzierten Samuel Jones, der im Hochsprung Olympiasieger wurde, erwähnt zur Megede nicht, während alle anderen Quellen ihn in ihren Listen führen.

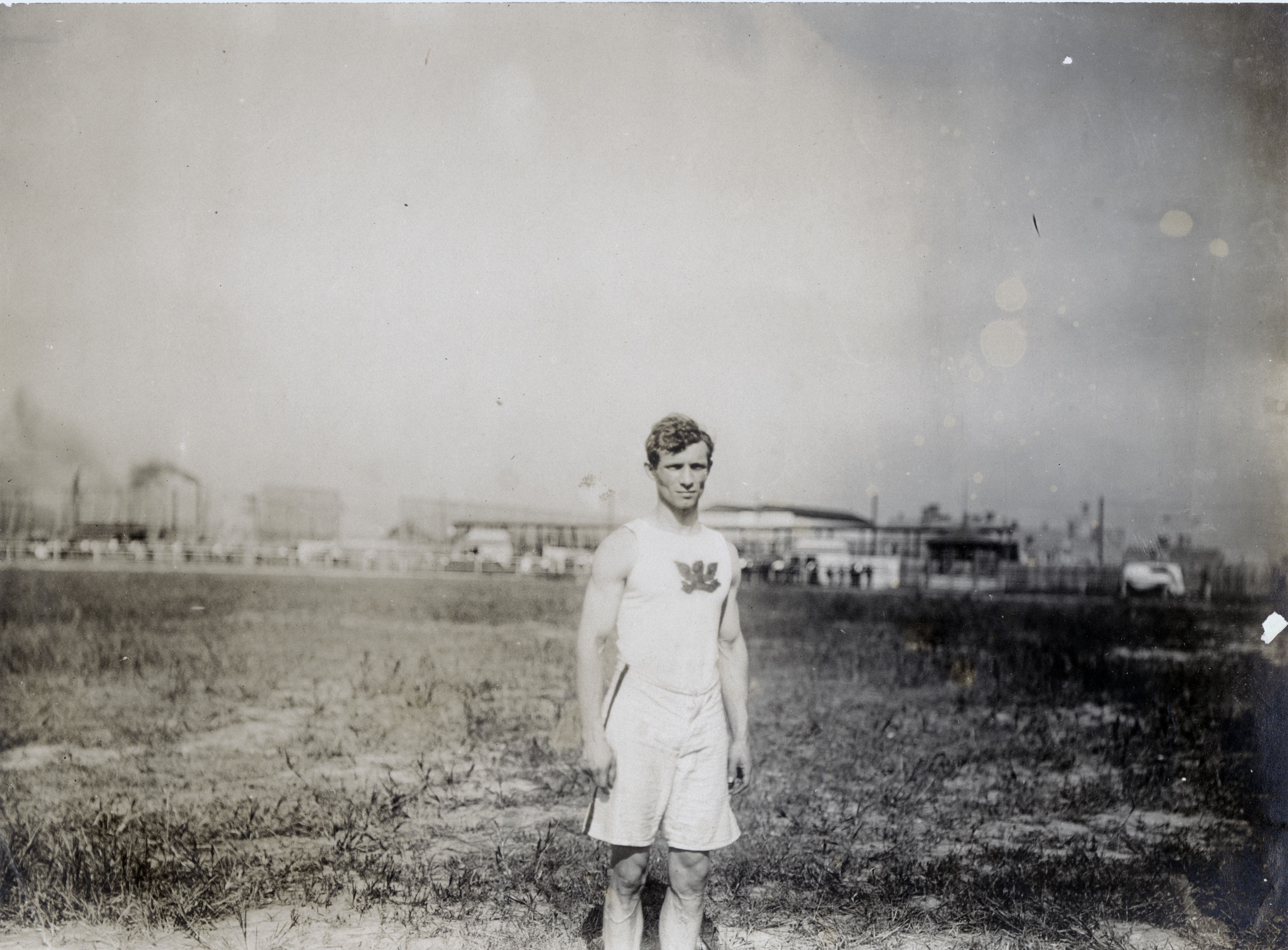
Meyer Prinstein, Olympiasieger im Weit- und Dreisprung
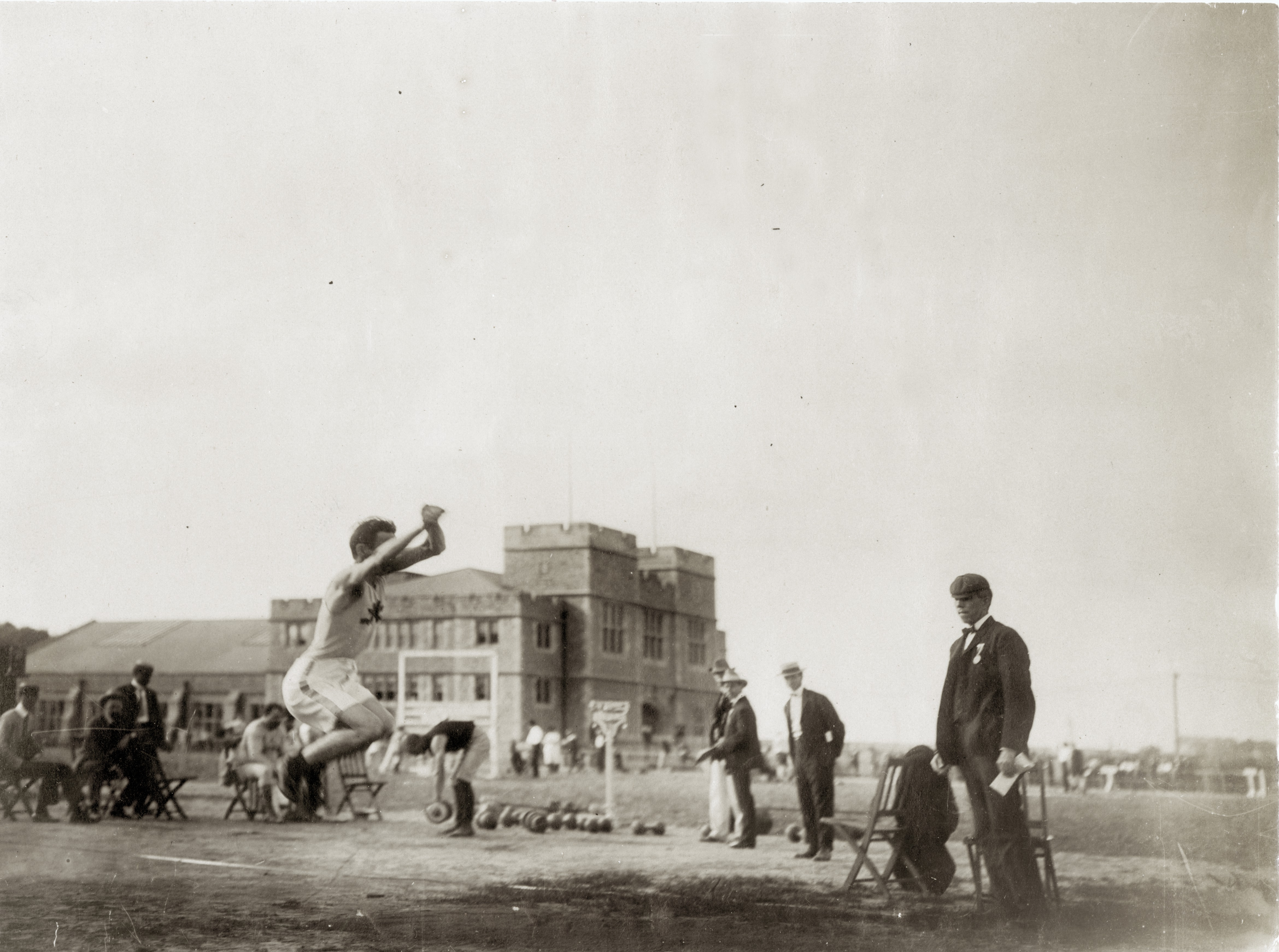
Silbermedaillengewinner Fred Englehardt
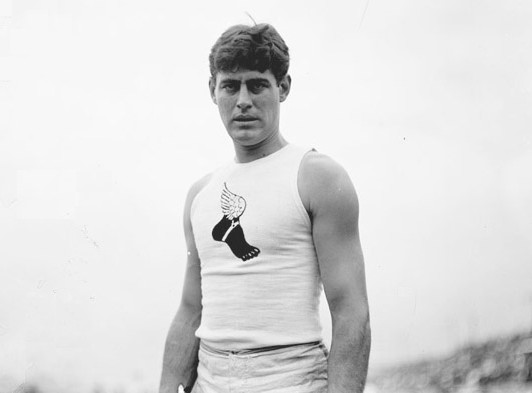
Der Olympiasiebte Samuel Jones, auch Goldmedaillengewinner im Hochsprung